# 佩爾-英格瓦·布倫馬克
佩爾-英格瓦·布倫馬克（瑞典語：Per-Ingvar·Brånemark，1929年5月3日—2014年12月20日）是瑞典醫生和研究教授，對骨整合的技術發展尤為重要，其研究成果成為植牙技術的基礎，因而被譽為「現代植牙之父」
。

## 學歷及職業
布倫馬克於1929年5月3日在瑞典卡爾斯港出生，於1956年在瑞典隆德大學取得醫學士學位，並於1959年獲授予解剖學哲學博士學位。布倫馬克於1963年在哥德堡大學擔任副教授，1969年獲任命為解剖學教授，並一直在哥德堡大學工作至1994年退休。

## 骨整合研究
布倫馬克教授在骨整合的研究對植牙及義肢的發展有深厚貢獻。骨整合的理論最先由博特（Bothe）、比頓（Beaton）及達文波特（Davenport）於1940年提出，戈特利布·利文撒爾（Gottlieb Leventhal）於1951年曾經利用鈦製造的螺絲在白老鼠的腿骨進行測試。當時醫學界普遍認為人體骨骼不能適應植入任何異物，因為身體會對異物作出排斥及導致發生炎症。如果要利用植入物對骨骼及關節進行修復，就必須尋找一種可以與骨骼長期接觸，不會發生排斥，又能夠與骨骼緊密結合的植入物材料。1952年，布倫馬克及他的團隊使用生物顯微鏡以兔子為樣本進行血流試驗，他們在兔子的腿部置入以鈦製造的植入物，經過一段時間讓兔子復原後，布倫馬克發現鈦植體植入物不能從兔子腿部的骨骼中取出，而且兔子腿骨通過復原過程後能夠與鈦植入物緊密結合。布倫馬克在實驗中觀察到在兔子腿骨與鈦植入物出現骨整合的現象，並沒有發生排斥，這個發現令他深信鈦可作為植入於人體骨骼的植體，對外科修復及整形將會有重要的影響，布倫馬克於是就鈦與骨骼的骨整合應用於人體進行研究，並得到美國國立衛生研究院的資助。

## 開發植牙技術
布倫馬克雖然提出鈦製造的植體可應用於人體的植入手術，但當時醫學界普遍認為人體會排斥不屬於身體組織的異物，所以對他提出的觀點並不認同，但布倫馬克沒有因此而放棄，並進行更多動物試驗。1965年，布倫馬克首次為瑞典籍病人戈斯塔·拉爾森（Gösta Larsson，1931-2006）進行鈦植入手術，該病人因為患有頜畸形導致下顎缺失全部牙齒，布倫馬克在這名病患的下顎牙槽骨植入四根鈦植體以安裝假牙，這次鈦植體的植入手術成為植牙治療的里程碑，可是當時醫學界仍然持負面的態度。不過，接受布倫馬克教授主刀的植牙手術的病患，數年後仍情況良好，醫學界也逐漸釋除疑慮，瑞典國家衛生和社會福利部於1978年正式批准布倫馬克教授設計的鈦植體植牙系統可於人體使用。1982年，布倫馬克教授在加拿大多倫多舉行的一個專業會議上，發佈他在骨整合的研究及臨床結果，令醫學界由當初對鈦植體於人體應用所抱持的懷疑轉變為積極態度，鈦植體也由初期僅用於植牙推展到其他人體骨骼修復的應用。

## 逝世
2014年12月20日，布倫馬克教授因為心臟病於瑞典哥德堡逝世，終年85歲
。布倫馬克教授遺下他的妻子芭布洛（Barbro），以及他在第一次婚姻的三個孩子，安妮卡（Annika）、李卡德（Rickard）及克里斯蒂安 （Christian），還有四個孫兒。

## 榮譽
布倫馬克教授作為在骨整合及牙科研究有出色表現的學者，他曾獲得包括哈佛牙醫學院及馬德里歐洲大學在內的全球29所大學頒授榮譽博士學位，並得到英國皇家醫學學會授予榮譽院士。瑞典以至歐洲都有多個研究機構向布倫馬克教授頒授榮譽以表揚他的貢獻，包括於1992年由瑞典醫學學會頒發的瑟德貝里獎（Soderberg Prize），於1993年獲得哥德堡市榮譽獎，於1997年瑞典皇家工程院頒發的技術創新獎，於2009年獲得西瑞典工商商會第一大獎，於2011年獲頒授歐洲發明家獎的終身成就獎。

## 機構命名

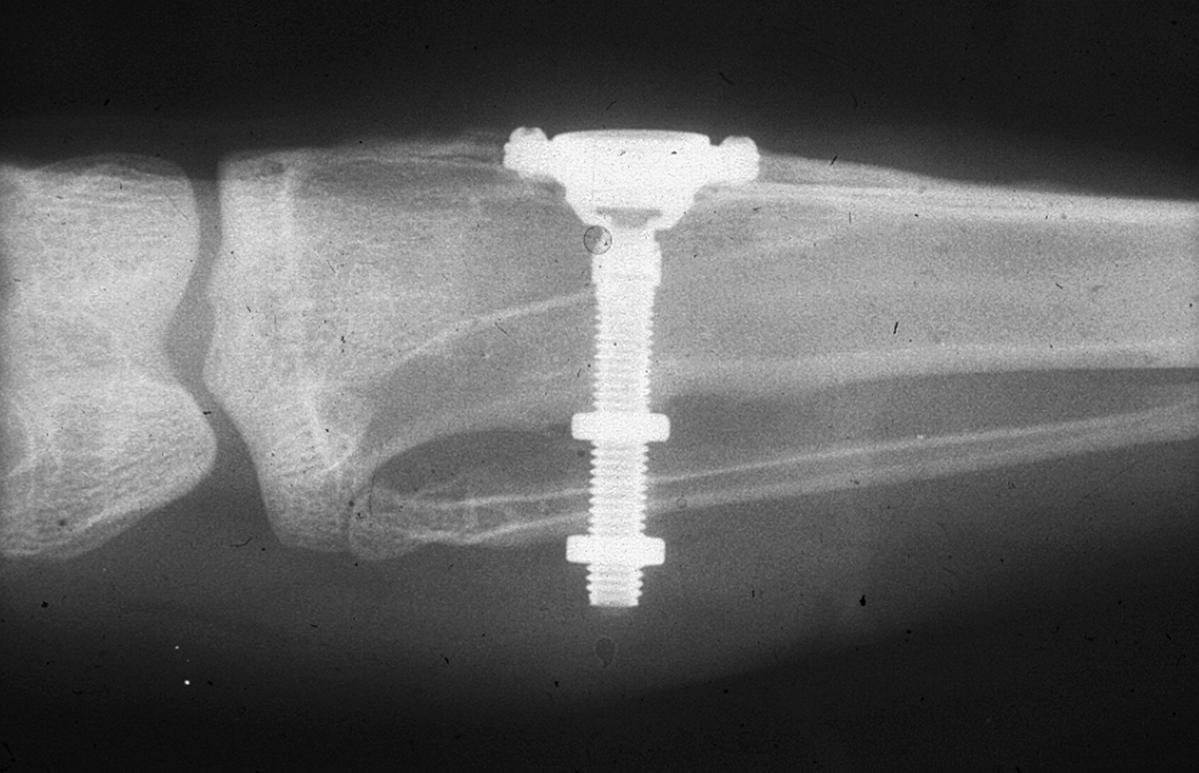
布倫馬克教授最初為兔子樣本拍攝的放射照片，顯示植入於兔子腿部脛骨的鈦金屬裝置。

由於布倫馬克教授在牙科及骨整合的研究有重大成就，成立於1989年，位於瑞典哥德堡的布倫馬克骨整合中心（Brånemark Osseointegration Center，英語簡稱BOC）即以布倫馬克教授為名，該中心主要就口腔、頜面及骨骼疾病的治療進行研究工作。